# Dingle (zatoka)

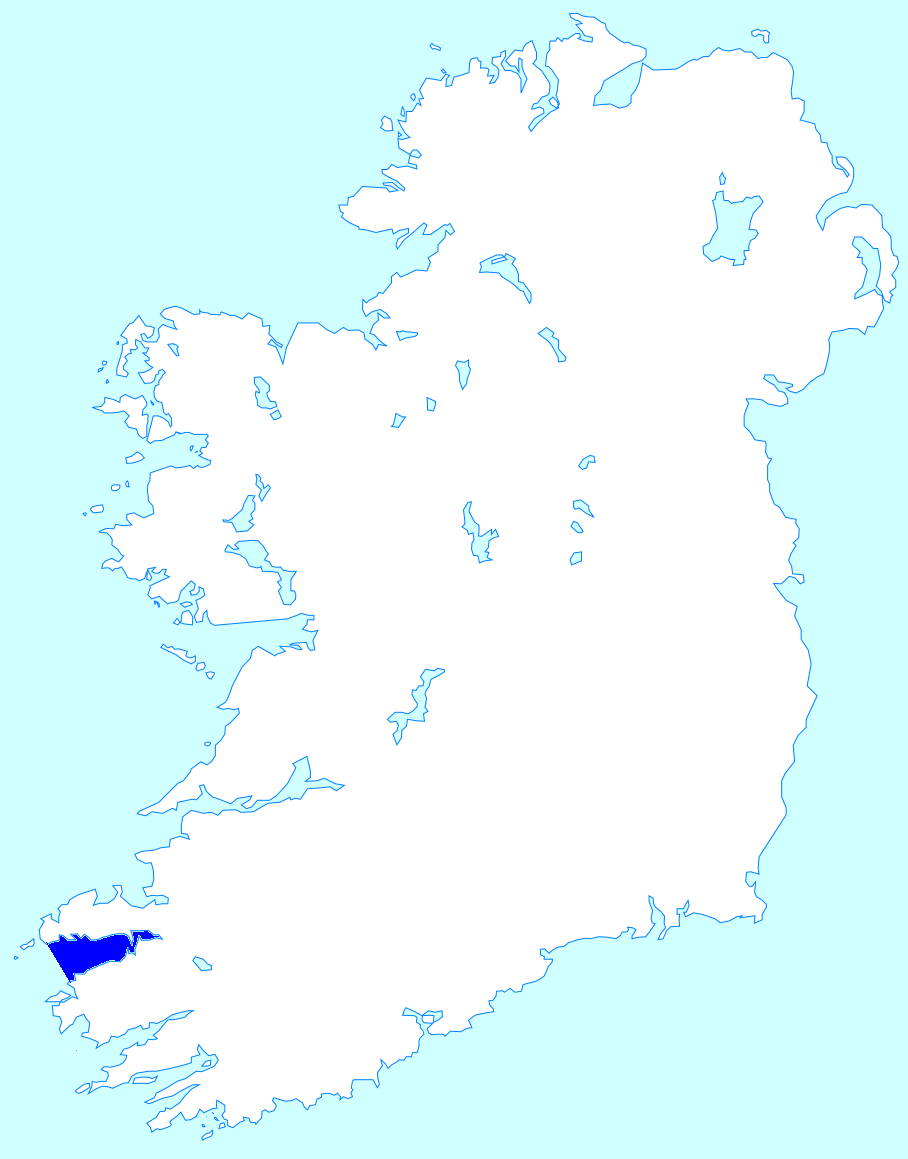
Zatoka na mapie wyspy

Dingle (ang. Dingle Bay, irl. Bá an Daingin) – zatoka w hrabstwie Kerry, na południowym zachodzie Irlandii, na wyspie o tej samej nazwie. Część Oceanu Atlantyckiego. Ma ok. 3 km szerokości w głębi, 20 km u wejścia i długość 40 km.
Od północy zatokę ogranicza półwysep Dingle, a od południa półwysep Iveragh.